# Erich Bender (Komponist)
Erich Bender (* 5. Mai 1913 in Frankfurt am Main; † 13. November 2002) war ein deutscher Chorleiter und Komponist.

## Karriere
Bender studierte zunächst Musik am Hoch’schen Konservatorium in Frankfurt am Main. 1955 wurde er mit dem von ihm gegründeten Kinderchor des NDR deutschlandweit bekannt. Mehrere Tonträger mit bekannten deutschen Kinderliedern und Weihnachtsliedern wurden veröffentlicht. In Reaktion auf ein Gerichtsverfahren, in dem Bender letztendlich unangemessene Kontakte zu minderjährigen Mitgliedern seines Chors einräumte, löste der NDR den Chor 1969 auf.
Als Komponist schrieb Bender Hörspielmusik (z. B. für alle Märchenhörspiele von Sándor Ferenczy) und Filmmusiken, wie beispielsweise zu Eugen Schuhmachers Kino-Dokumentationen Im Schatten des Karakorum (1954), Kanada – Im Land der Schwarzen Bären (1958), Die letzten Paradiese (1967) und Europas Paradiese (1973).